# Bohumil Golián
Bohumil Golián (Mosód, 1931. március 25. – Pozsony, 2012. január 11.) olimpiai ezüst- és bronzérmes csehszlovák válogatott szlovák röplabdázó.

## Pályafutása
Az 1964-es tokiói olimpián ezüst-, az 1968-as mexikóvárosi olimpián bronzérmes lett a csapattal. Két-két világbajnoki arany- és ezüstérmet nyert a csehszlovák válogatottal.

## Sikerei, díjai
- Olimpiai játékok
  - ezüstérmes: 1964, Tokió
  - bronzérmes: 1968, Mexikóváros
- Világbajnokság
  - aranyérmes: 1956, Franciaország, 1966, Csehszlovákia
  - ezüstérmes: 1960, Brazília, 1962, Szovjetunió